# Список пресмыкающихся Африки
Список пресмыкающихся Африки включает виды класса Пресмыкающихся, распространённые на территории Африки, включая Мадагаскар, Сейшельские, Маскаренские, Коморские и Канарские острова.

## ОтрядЧерепахи(Testudines)

#### СемействоКожистые черепахи(Dermochelyidae)
- Dermochelys coriacea — Кожистая черепаха

#### СемействоМорские черепахи(Cheloniidae)
- Caretta caretta — Логгерхед
- Chelonia mydas — Зелёная черепаха
- Eretmochelys imbricata — Бисса
- Lepidochelys kempii — Атлантическая ридлея
- Lepidochelys olivacea — Оливковая ридлея

#### СемействоАмериканские пресноводные черепахи(Emydidae)
- Emys orbicularis — Европейская болотная черепаха

#### СемействоАзиатские пресноводные черепахи(Geoemydidae)
- Mauremys leprosa — Мавританская черепаха

#### СемействоСухопутные черепахи(Testudinidae)
- Chersine angulata — Клювогрудая черепаха
- Dipsochelys dussumieri — Сейшельская черепаха
- Geochelone pardalis — Пантеровая черепаха
- Geochelone sulcata — Шпороносная черепаха
- Homopus aerolatus — Попугаеголовая черепаха
- Homopus bergeri
- Homopus boulengeri — Плоскотелая черепаха Буланже
- Homopus femoralis — Карусская черепаха
- Homopus signatus — Пёстрая плоскотелая черепаха
- Kinixys belliana — Гладкая киникса
- Kinixys erosa — Зубчатая киникса
- Kinixys homeana — Африканская лесная черепаха
- Kinixys natalensis
- Malacochersus tornieri — Эластичная черепаха
- Psammobates geometricus — Геометрическая черепаха
- Psammobates oculifer — Глазчатая черепаха
- Psammobates tentorius — Шишковатая черепаха
- Testudo graeca — Средиземноморская черепаха
- Testudo kleinmanni — Египетская черепаха

#### СемействоТрёхкоготные черепахи(Trionychidae)
- Cyclanorbis elegans — Нубийская лопастная черепаха
- Cyclanorbis senegalensis — Сенегальская лопастная черепаха
- Cycloderma aubryi — Красноспинная лопастная черепаха
- Cycloderma frenatum — Сероспинная лопастная черепаха
- Trionyx triunguis — Нильский трионикс

#### СемействоПеломедузовые(Pelomedusidae)
- Erymnochelys madagascariensis — Мадагаскарская щитоногая черепаха
- Pelomedusa subrufa — Африканская пеломедуза
- Pelusios adansonii — Белогрудая складная черепаха
- Pelusios bechuanicus
- Pelusios broadleyi — Складная черепаха Брэдли
- Pelusios carinatus
- Pelusios castaneus — Каштановая складная черепаха
- Pelusios castanoides
- Pelusios chapini
- Pelusios gabonensis — Габонская складная черепаха
- Pelusios nanus — Малая складная черепаха
- Pelusios niger — Чёрная складная черепаха
- Pelusios rhodesianus
- Pelusios seychellensis
- Pelusios sinuatus — Зазубренная складная черепаха
- Pelusios subniger — Мадагаскарская складная черепаха
- Pelusios williamsi — Складная черепаха Вильямса

## ОтрядЧешуйчатые(Squamata)

### ПодтрядЯщерицы(Lacertilia)

#### СемействоАгамовые(Agamidae)
- Agama agama — Агама колонистов
- Agama impalearis
- Agama spinosa
- Laudakia stellio — Стеллион
- Pseudotrapelus sinaitus — Синайская агама
- Trapelus mutabilis — Изменчивая равнинная агама
- Trapelus pallidus — Бледная равнинная агама
- Trapelus savignyi — Равнинная агама Савиньи
- Trapelus tournevillei
- Uromastyx acanthinura — Африканский шипохвост
- Uromastyx aegyptia — Обыкновенный шипохвост
- Uromastyx alfredschmidti
- Uromastyx flavifasciata
- Uromastyx geyri — Шипохвост Гейра
- Uromastyx princeps

#### СемействоХамелеоны(Chamaeleonidae)
- Bradypodion atromontanum
- Bradypodion caeruleogula
- Bradypodion caffrum — Кафрский горный хамелеон
- Bradypodion damaranum
- Bradypodion dracomontanum
- Bradypodion gutturale
- Bradypodion karrooicum
- Bradypodion kentanicum
- Bradypodion melanocephalum — Черноголовый карликовый хамелеон
- Bradypodion nemorale
- Bradypodion ngomeense
- Bradypodion occidentale
- Bradypodion pumilum — Пёстрый горный хамелеон
- Bradypodion setaroi
- Bradypodion taeniabronchum
- Bradypodion thamnobates
- Bradypodion transvaalense — Трансваальский горный хамелеон
- Bradypodion ventrale
- Brookesia ambreensis
- Brookesia antakarana
- Brookesia bekolosy
- Brookesia betschi
- Brookesia bonsi
- Brookesia brygooi
- Brookesia decaryi
- Brookesia dentata
- Brookesia ebenaui
- Brookesia exarmata
- Brookesia griveaudi
- Brookesia karchei
- Brookesia lambertoni
- Brookesia lineata
- Brookesia lolontany
- Brookesia minima — Малая брукезия
- Brookesia nasus
- Brookesia perarmata — Панцирная брукезия
- Brookesia peyrierasi
- Brookesia stumpffi
- Brookesia superciliaris — Бровастая брукезия
- Brookesia therezieni
- Brookesia thieli
- Brookesia tuberculata
- Brookesia vadoni
- Brookesia valerieae
- Calumma amber
- Calumma andringitraense
- Calumma boettgeri
- Calumma brevicorne — Короткорогий хамелеон
- Calumma capuroni
- Calumma crypticum
- Calumma cucullatum
- Calumma fallax
- Calumma furcifer
- Calumma gallus
- Calumma gastrotaenia
- Calumma glawi
- Calumma globifer
- Calumma guibei — Хамелеон Гибе
- Calumma guillaumeti
- Calumma hafahafa
- Calumma hilleniusi
- Calumma jejy
- Calumma linotum
- Calumma malthe
- Calumma marojezense
- Calumma nasutum — Носатый хамелеон
- Calumma oshaughnessyi
- Calumma parsonii — Хамелеон Парсона
- Calumma peltierorum
- Calumma peyrierasi
- Calumma tigris — Тигровый хамелеон
- Calumma tsaratananense
- Calumma tsycorne
- Calumma vatosoa
- Calumma vencesi
- Chamaeleo affinis
- Chamaeleo africanus — Африканский хамелеон
- Chamaeleo anchietae — Ангольский хамелеон
- Chamaeleo balebicornatus
- Chamaeleo bitaeniatus — Двухполосый хамелеон
- Chamaeleo calcaricarens
- Chamaeleo camerunensis
- Chamaeleo chamaeleon — Обыкновенный хамелеон
- Chamaeleo chapini
- Chamaeleo conirostratus
- Chamaeleo cristatus
- Chamaeleo deremensis — Деременский хамелеон
- Chamaeleo dilepis — Лопастеносный хамелеон
- Chamaeleo eisentrauti
- Chamaeleo ellioti
- Chamaeleo etiennei
- Chamaeleo feae
- Chamaeleo fuelleborni — Горный трёхрогий хамелеон
- Chamaeleo goetzei — Танганьикский хамелеон
- Chamaeleo gracilis
- Chamaeleo harennae
- Chamaeleo hoehnelii — Хамелеон Хогнела
- Chamaeleo incornutus — Безрогий хамелеон
- Chamaeleo ituriensis
- Chamaeleo jacksonii — Хамелеон Джексона
- Chamaeleo johnstoni
- Chamaeleo kinetensis
- Chamaeleo laevigatus
- Chamaeleo laterispinis
- Chamaeleo marsabitensis
- Chamaeleo melleri — Хамелеон Меллера
- Chamaeleo monachus
- Chamaeleo montium — Горный хамелеон
- Chamaeleo namaquensis — Пустынный хамелеон
- Chamaeleo necasi
- Chamaeleo oweni — Хамелеон Оуэна
- Chamaeleo pfefferi
- Chamaeleo quadricornis — Четырёхрогий хамелеон
- Chamaeleo quilensis
- Chamaeleo roperi
- Chamaeleo rudis
- Chamaeleo ruspolii
- Chamaeleo schoutedeni
- Chamaeleo schubotzi
- Chamaeleo senegalensis — Сенегальский хамелеон
- Chamaeleo sternfeldi
- Chamaeleo tempeli
- Chamaeleo tremperi
- Chamaeleo werneri — Хамелеон Вернера
- Chamaeleo wiedersheimi wiedersheimi
- Furcifer angeli
- Furcifer antimena
- Furcifer balteatus
- Furcifer belalandaensis
- Furcifer bifidus
- Furcifer campani
- Furcifer cephalolepis
- Furcifer labordi
- Furcifer lateralis — Ковровый хамелеон
- Furcifer minor — Малый хамелеон
- Furcifer monoceras
- Furcifer nicosiai
- Furcifer oustaleti — Хамелеон Осталети
- Furcifer pardalis — Пантеровый хамелеон
- Furcifer petteri
- Furcifer polleni
- Furcifer rhinoceratus
- Furcifer tuzetae
- Furcifer verrucosus — Бородавчатый хамелеон
- Furcifer willsii
- Nadzikambia mlanjensis
- Kinyongia adolfifriderici
- Kinyongia boehmei
- Kinyongia carpenteri
- Kinyongia excubitor
- Kinyongia fischeri — Хамелеон Фишера
- Kinyongia matschiei
- Kinyongia multituberculata
- Kinyongia oxyrhina
- Kinyongia tavetana
- Kinyongia tenuis
- Kinyongia uluguruensis
- Kinyongia uthmoelleri
- Kinyongia vosseleri
- Kinyongia xenorhina
- Kinyongia magomberae
- Kinyongia vanheygeni
- Rhampholeon acuminatus
- Rhampholeon beraduccii
- Rhampholeon boulengeri
- Rhampholeon chapmanorum
- Rhampholeon marshalli — Хамелеон Маршалла
- Rhampholeon moyeri
- Rhampholeon nchisiensis
- Rhampholeon platyceps — Плоскоголовый хамелеон
- Rhampholeon spectrum — Листовидный карликовый хамелеон
- Rhampholeon spinosus
- Rhampholeon temporalis
- Rhampholeon uluguruensis
- Rhampholeon viridis
- Rieppeleon brachyurus
- Rieppeleon brevicaudatus — Короткохвостый карликовый хамелеон
- Rieppeleon kerstenii — Сомалийский карликовый хамелеон

#### СемействоЭублефаровые(Eublepharidae)
- Hemitheconyx caudicinctus — Поясохвостый векоподвижный геккон
- Hemitheconyx taylori — Сомалийский эублефар

#### СемействоГекконовые(Gekkonidae)
- Afroedura africana
- Afroedura amatolica
- Afroedura bogerti
- Afroedura hawequensis
- Afroedura karroica
- Afroedura nivaria
- Afroedura pondolia
- Afroedura tembulica
- Afroedura transvaalica
- Afrogecko ansorgii
- Afrogecko porphyreus
- Afrogecko swartbergensis
- Colopus kochii
- Colopus wahlbergii
- Cyrtopodion scaber — Египетский голопалый геккон
- Hemidactylus flaviviridis
- Hemidactylus turcicus — Турецкий полупалый геккон
- Narudasia festiva
- Lygodactylus angolensis
- Lygodactylus angularis
- Lygodactylus arnoulti
- Lygodactylus bernardi
- Lygodactylus blancae
- Lygodactylus bradfieldi
- Lygodactylus broadleyi
- Lygodactylus capensis
- Lygodactylus chobiensis
- Lygodactylus conradti
- Lygodactylus conraui
- Lygodactylus decaryi
- Lygodactylus depressus
- Lygodactylus expectatus
- Lygodactylus fischeri
- Lygodactylus grandisonae
- Lygodactylus graniticolus
- Lygodactylus gravis
- Lygodactylus guibei
- Lygodactylus gutturalis
- Lygodactylus heterurus
- Lygodactylus howelli
- Lygodactylus inexpectatus
- Lygodactylus insularis
- Lygodactylus intermedius
- Lygodactylus keniensis
- Lygodactylus kimhowelli
- Lygodactylus klemmeri
- Lygodactylus lawrencei
- Lygodactylus luteopicturatus — Желтоголовый карликовый геккон
- Lygodactylus madagascariensis
- Lygodactylus manni
- Lygodactylus methueni
- Lygodactylus miops
- Lygodactylus mirabilis
- Lygodactylus mombasicus
- Lygodactylus montanus
- Lygodactylus nigropunctatus
- Lygodactylus ocellatus
- Lygodactylus ornatus
- Lygodactylus pauliani
- Lygodactylus picturatus — Цепкохвостый геккон
- Lygodactylus pictus
- Lygodactylus praecox
- Lygodactylus rarus
- Lygodactylus rex
- Lygodactylus scheffleri
- Lygodactylus scorteccii
- Lygodactylus septemtuberculatus
- Lygodactylus somalicus
- Lygodactylus stevensoni
- Lygodactylus thomensis
- Lygodactylus tolampyae
- Lygodactylus tuberosus
- Lygodactylus verticillatus
- Lygodactylus waterbergensis
- Lygodactylus williamsi — Лигодактилюс Вильямса
- Paroedura androyensis
- Paroedura bastardi
- Paroedura gracilis
- Paroedura guibeae
- Paroedura homalorhinus
- Paroedura karstophila
- Paroedura lohatsara
- Paroedura maingoka
- Paroedura masobe
- Paroedura oviceps
- Paroedura picta
- Paroedura sanctijohannis
- Paroedura stumpffi
- Paroedura tanjaka
- Paroedura vahiny
- Paroedura vazimba
- Phyllodactylus europaeus — Европейский листопалый геккон
- Pristurus flavipunctatus
- Ptyodactylus guttatus — Пятнистый вееропалый геккон
- Ptyodactylus hasselquisti — Вееропалый геккон Хассельквиста
- Ptyodactylus oudrii
- Ptyodactylus ragazzii
- Quedenfeldtia moerens
- Quedenfeldtia trachyblepharus
- Rhoptropus afer
- Rhoptropus barnardi
- Rhoptropus biporosus
- Rhoptropus boultoni
- Rhoptropus braconnieri
- Rhoptropus bradfieldi
- Rhoptropus taeniostictus
- Saurodactylus brosseli
- Saurodactylus fasciatus
- Saurodactylus mauritanicus
- Stenodactylus petrii
- Stenodactylus sthenodactylus
- Tarentota annularis — Кольчатый стенной геккон
- Tarentota boehmei
- Tarentola chazaliae
- Tarentota deserti
- Tarentota ephippiata
- Tarentota mauritanica — Мавританский стенной геккон
- Tarentota neglecta
- Tropiocolotes nattereri
- Tropiocolotes steudneri — Алжирский тропидоколотес
- Tropiocolotes tripolitanus — Северный тропидоколотес
- Uroplatus alluaudi
- Uroplatus ebenaui — Плоскохвостый геккон Эбенауи
- Uroplatus fimbriatus — Бахромчатый плоскохвостый геккон
- Uroplatus giganteus — Гигантский плоскохвостый геккон
- Uroplatus guentheri — Плоскохвостый геккон Гюнтера
- Uroplatus henkeli — Плоскохвостый геккон Хенкеля
- Uroplatus lineatus
- Uroplatus malahelo
- Uroplatus malama
- Uroplatus phantasticus — Фантастичный плоскохвостый геккон
- Uroplatus pietschmanni
- Uroplatus sikorae — Мшистый плоскохвостый геккон

#### СемействоНастоящие ящерицы(Lacertidae)
- Acanthodactylus boskianus
- Acanthodactylus blanci
- Acanthodactylus erythrurus
- Acanthodactylus savignyi
- Acanthodactylus pardalis
- Acanthodactylus bedriagai
- Acanthodactylus busacki
- Acanthodactylus maculatus
- Acanthodactylus spinicauda
- Acanthodactylus aureus
- Acanthodactylus scutellatus
- Acanthodactylus dumerili
- Acanthodactylus longipes
- Atlantolacerta andreanskyi — Ящерица Андреанского
- Latastia longicaudata — Длиннохвостая латастия
- Mesalina guttulata — Крапчатая месалина
- Mesalina olivieri
- Mesalina pasteuri
- Mesalina rubropunctata
- Mesalina simoni
- Ophisops elbaensis
- Ophisops elegans — Стройная змееголовка
- Ophisops occidentalis
- Philochortus intermedius
- Philochortus zolii
- Podarcis hispanica — Испанская стенная ящерица
- Psammodromus algirus — Алжирский псаммодромус
- Psammodromus blanci
- Psammodromus microdactylus
- Pseuderemias mucronata
- Scelarcis perspicillata
- Timon pater
- Timon tangitanus

#### СемействоПоясохвосты(Cordylidae)
- Chamaesaura aenea — Трансваальская хамезаура
- Chamaesaura anguina — Капская хамезаура
- Chamaesaura macrolepis — Крупночешуйная хамезаура
- Cordylus angolensis
- Cordylus aridus
- Cordylus barbertonensis
- Cordylus beraduccii
- Cordylus breyeri
- Cordylus campbelli — Поясохвост Кэмпбелла
- Cordylus capensis
- Cordylus cataphractus — Малый поясохвост
- Cordylus cloetei
- Cordylus coeruleopunctatus — Синеточечный поясохвост
- Cordylus cordylus — Обыкновенный поясохвост
- Cordylus depressus
- Cordylus fasciatus
- Cordylus giganteus — Гигантский поясохвост
- Cordylus imkeae
- Cordylus jonesii
- Cordylus jordani
- Cordylus langi
- Cordylus lawrenci
- Cordylus machadoi
- Cordylus macropholis
- Cordylus mclachlani
- Cordylus meculae
- Cordylus melanotus
- Cordylus microlepidotus
- Cordylus minor
- Cordylus mossambicus
- Cordylus namaquensis
- Cordylus nebulosus
- Cordylus niger
- Cordylus nyikae
- Cordylus oelofseni
- Cordylus peersi
- Cordylus polyzonus
- Cordylus pustulatus
- Cordylus rhodesianus — Родезийский поясохвост
- Cordylus rivae
- Cordylus spinosus
- Cordylus subviridis
- Cordylus tasmani
- Cordylus transvaalensis
- Cordylus tropidosternum
- Cordylus ukingensis
- Cordylus vandami
- Cordylus vittifer
- Cordylus warreni
- Platysaurus broadleyi
- Platysaurus capensis — Капский платизавр
- Platysaurus guttatus — Пятнистый платизавр
- Platysaurus imperator — Императорский платизавр
- Platysaurus intermedius
- Platysaurus lebomboensis
- Platysaurus maculatus — Крапчатый платизавр
- Platysaurus minor — Малый платизавр
- Platysaurus mitchelli — Платизавр Митчелла
- Platysaurus monotropis
- Platysaurus ocellatus — Глазчатый платизавр
- Platysaurus orientalis
- Platysaurus pungweensis
- Platysaurus relictus — Реликтовый платизавр
- Platysaurus torquatus
- Pseudocordylus capensis — Капский псевдокордилюс
- Pseudocordylus langi
- Pseudocordylus melanotus
- Pseudocordylus microlepidotus — Мелкочешуйный псевдокордилюс
- Pseudocordylus nebulosus
- Pseudocordylus spinosus

#### СемействоГеррозавры(Gerrhosauridae)
- Angolosaurus skoogi
- Cordylosaurus subtessellatus
- Gerrhosaurus flavigularis — Желтогорлый геррозавр
- Gerrhosaurus major — Большой геррозавр
- Gerrhosaurus multilineatus — Многополосый геррозавр
- Gerrhosaurus nigrolineatus — Чернополосый геррозавр
- Gerrhosaurus typicus
- Gerrhosaurus validus
- Tetradactylus africanus — Африканский тетрадактилюс
- Tetradactylus breyeri — Тетрадактилюс Брейера
- Tetradactylus ellenbergeri — Тетрадактилюс Элленбергера
- Tetradactylus seps
- Tetradactylus tetradactylus

#### СемействоСцинковые(Scincidae)
- Afroablepharus duruarum
- Afroablepharus seydeli
- Afroablepharus tancredi
- Afroablepharus wilsoni
- Androngo trivittatus
- Chalcides chalcides — Трёхпалый хальцид
- Chalcides ebneri
- Chalcides ghiarai
- Chalcides guentheri
- Chalcides lanzai
- Chalcides manueli
- Chalcides mauritanicus
- Chalcides mionecton
- Chalcides ocellatus — Глазчатый хальцид
- Chalcides colosii
- Chalcides montanus
- Chalcides polylepis
- Chalcides ragazzii
- Eumeces algeriensis
- Eumeces schneiderii — Длинноногий сцинк
- Feylinia boulengeri
- Feylinia currori
- Feylinia elegans
- Feylinia grandisquamis
- Feylinia polylepis
- Panaspis africana — Гвинейский панаспис
- Panaspis annobonensis — Островной панаспис
- Panaspis breviceps — Короткоголовый панаспис
- Panaspis burgeoni — Горный панаспис
- Panaspis cabindae
- Panaspis chriswildi
- Panaspis helleri
- Panaspis kitsoni
- Panaspis maculicollis
- Panaspis megalurus — Голубохвостый панаспис
- Panaspis nimbaensis — Намибийский панаспис
- Panaspis quattuordigitata — Четырёхпалый панаспис
- Panaspis reichenowi — Панаспис Рейхенова
- Panaspis rohdei — Габонский панаспис
- Panaspis thomasi — Кенийский панаспис
- Panaspis togoensis — Тогоский панаспис
- Panaspis wahlbergi — Панаспис Валберга
- Riopa fernandi — Огненный сцинк
- Scincopus fasciatus
- Scincus albifasciatus
- Scincus scincus — Аптечный сцинк
- Sphenops boulengeri
- Sphenops deiislei
- Sphenops sepsoides
- Sphenops sphenopsiformis
- Trachylepis quinquetaeniala
- Trachylepis vittata

#### СемействоВеретеницевые(Anguidae)
- Ophisaurus koellikeri — Марокканская панцирная веретеница

#### СемействоВараны(Varanidae)
- Varanus albigularis
- Varanus exanthematicus — Капский варан
- Varanus griseus — Серый варан
- Varanus niloticus — Нильский варан
- Varanus ornatus

### ПодотрядАмфисбены(Amphisbaenia)

#### СемействоАмфисбеновые(Amphisbaenidae)
- Blanus mettetali
- Blanus tingitanus

#### СемействоTrogonophidae
- Trogonophis wiegmanni

### ПодотрядЗмеи(Serpentes)

#### СемействоСлепозмейки(Typhlopidae)
- Typhlops angolensis
- Typhlops madagascariensis
- Typhlops vermicularis — Червеобразная слепозмейка

#### СемействоУзкоротые змеи(Leptotyphlopidae)
- Leptotyphlops cairi
- Leptotyphlops debilis
- Leptotyphlops macrorhynchus
- Rhinoleptus koniagui

#### СемействоЛожноногие(Boidae)
- Acrantophis dumerili — Мадагаскарский удав Дюмериля
- Acrantophis madagascariensis — Обыкновенный мадагаскарский удав
- Eryx colubrinus — Кенийский удавчик
- Eryx jaculus — Западный удавчик
- Python anchietae — Ангольский карликовый питон
- Python natalensis — Южноафриканский питон
- Python regius — Королевский питон
- Python sebae — Иероглифовый питон
- Sanzinia madagascariensis — Мадагаскарский древесный удав

#### СемействоУжеобразные(Colubridae)
- Afronatrix anoscopus
- Coronella girondica — Жирондская медянка
- Dasypeltis atra — Чёрная яичная змея
- Dasypeltis fasciata
- Dasypeltis inornata
- Dasypeltis medici — Яичная змея Медичи
- Dasypeltis scabra — Африканская яичная змея
- Dendrolycus elapoides
- Dispholidus typus — Африканский бумсланг
- Gonionotophis brussauxi
- Gonionotophis grantii
- Gonionotophis klingi
- Grayia caesar
- Grayia ornata
- Grayia smythii
- Grayia tholloni
- Hemorrhois algirus — Алжирский полоз
- Hemorrhois hippocrepis — Подковчатый полоз
- Hormonotus modestus
- Lamprophis abyssinicus
- Lamprophis aurora
- Lamprophis erlangeri
- Lamprophis fiskii
- Lamprophis fuliginosus
- Lamprophis fuscus
- Lamprophis geometricus
- Lamprophis guttatus
- Lamprophis inornatus
- Lamprophis lineatus
- Lamprophis capensis
- Lamprophis maculatus
- Lamprophis olivaceus
- Lamprophis swazicus
- Lamprophis virgatus
- Leioheterodon geayi
- Leioheterodon madagascariensis
- Leioheterodon modestus
- Lycophidion capense
- Lytorhynchus diadema — Венценосный литоринх
- Macroprotodon cucullatus
- Madagascarophis citrinus
- Madagascarophis colubrinus — Мадагаскарская кошачьеглазая змея
- Madagascarophis meridionalis
- Madagascarophis ocellatus
- Malpolon moilensis
- Malpolon monspessulanus — Ящеричная змея
- Natriciteres olivacea — Оливковый натрицитерес
- Natrix maura — Гадюковый уж
- Natrix natrix — Обыкновенный уж
- Natrix tessellata — Водяной уж
- Platyceps florulentus
- Platyceps rhodorachis — Краснополосый полоз
- Platyceps rogersi
- Psammophis aegyptius
- Psammophis schokari — Зериг
- Psammophis sibilans — Свистящая песчаная змея
- Spalerosophis diadema — Диадемовый чешуелобый полоз
- Spalerosophis dolichospilus
- Telescopus dhara
- Thelotornis kirtlandi — Серая древесная змея

#### СемействоАспидовые(Elapidae)
- Aspidelaps lubricus — Южноафриканская щитковая кобра
- Aspidelaps scutatus — Обыкновенная щитковая кобра
- Boulengerina annulata — Кольчатая водяная кобра
- Boulengerina christyi
- Dendroaspis angusticeps — Узкоголовая мамба
- Dendroaspis jamesoni — Мамба Джеймсона
- Dendroaspis polylepis — Чёрная мамба
- Dendroaspis viridis — Западная зелёная мамба
- Elapsoidea broadleyi
- Elapsoidea chelazzii
- Elapsoidea guentherii
- Elapsoidea laticincta
- Elapsoidea loveridgei
- Elapsoidea nigra
- Elapsoidea semiannulata
- Elapsoidea sundevallii
- Elapsoidea trapei
- Hemachatus haemachatus — Ошейниковая кобра
- Homoroselaps dorsalis
- Naja anchietae — Ангольская кобра
- Naja annulifera
- Naja ashei — Большая коричневая плюющая кобра
- Naja haje — Египетская кобра
- Naja katiensis — Западноафриканская коричневая плюющая кобра
- Naja melanoleuca — Чёрно-белая кобра
- Naja mossambica — Мозамбикская кобра
- Naja nigricincta
- Naja nigricollis — Черношейная кобра
- Naja nivea — Капская кобра
- Naja nubiae — Нубийская плюющая кобра
- Naja pallida — Красная плюющая кобра
- Naja senegalensis — Сенегальская кобра
- Paranaja multifasciata

#### СемействоГадюковые(Viperidae)
- Adenorhinos barbouri
- Atheris anisolepis
- Atheris ceratophora — Рогатая древесная гадюка
- Atheris chlorechis — Зелёная древесная гадюка
- Atheris desaixi — Кустарниковая гадюка
- Atheris hispida — Колючая кустарниковая гадюка
- Atheris katangensis
- Atheris mabuensis
- Atheris nitschei — Чёрно-зелёная древесная гадюка
- Atheris squamigera — Шершавая древесная гадюка
- Bitis arietans — Шумящая гадюка
- Bitis atropos — Горная африканская гадюка
- Bitis caudalis — Хвостатая гадюка
- Bitis cornuta — Пучкобровая гадюка
- Bitis gabonica — Габонская гадюка
- Bitis heraldica
- Bitis inornata
- Bitis nasicornis — Африканская гадюка-носорог
- Bitis parviocula
- Bitis peringueyi — Карликовая гадюка
- Bitis rubida
- Bitis schneideri
- Bitis worthingtoni
- Bitis xeropaga
- Causus bilineatus
- Causus defilippii
- Causus lichtensteinii
- Causus maculatus
- Causus resimus — Зелёная жабья гадюка
- Causus rhombeatus — Ромбическая жабья гадюка
- Cerastes cerastes — Рогатая гадюка
- Cerastes vipera — Гадюка Авиценны
- Echis coloratus — Пёстрая эфа
- Echis hughesi
- Echis jogeri
- Echis leucogaster
- Echis megalocephalus
- Echis ocellatus
- Echis pyramidum
- Macrovipera deserti
- Macrovipera lebetina — Гюрза
- Macrovipera mauritanica
- Montatheris hindii
- Proatheris superciliaris — Малавийская болотная гадюка
- Pseudocerastes persicus — Персидская гадюка
- Vipera latastei — Курносая гадюка
- Vipera monticola

## ОтрядКрокодилы(Crocodilia)

### СемействоНастоящие крокодилы(Crocodylidae)
- Crocodylus niloticus — Нильский крокодил
- Mecistops cataphractus — Африканский узкорылый крокодил
- Osteolaemus tetraspis — Тупорылый крокодил